# Taliga

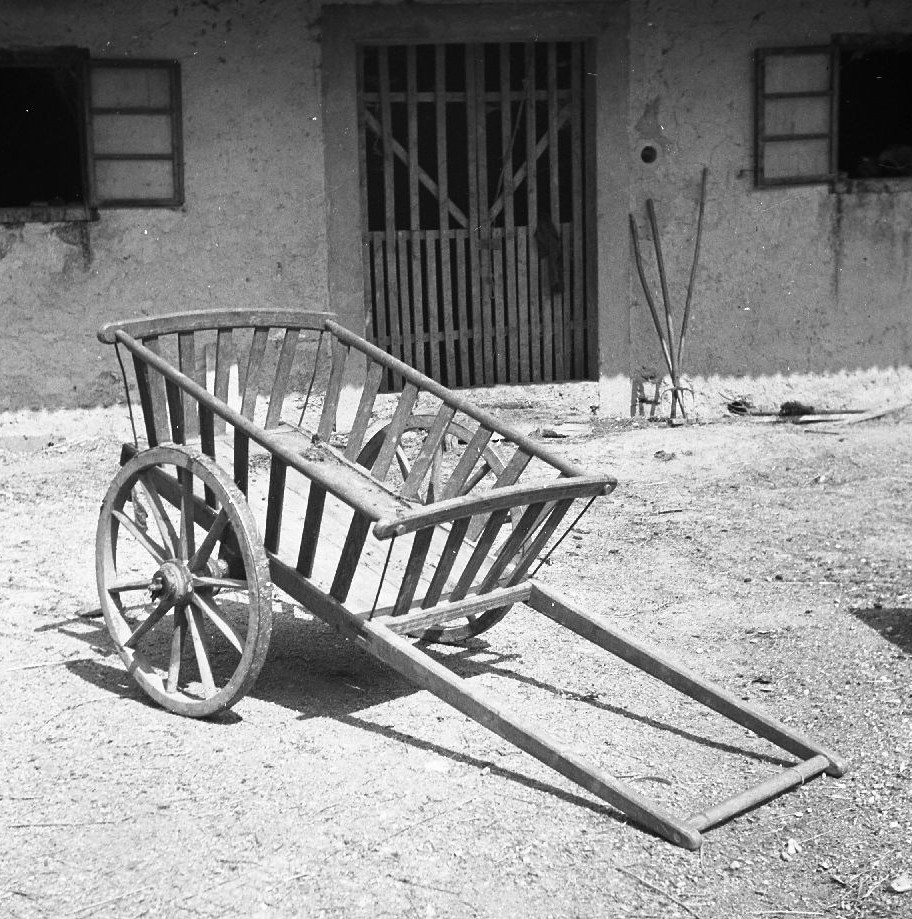
Kézi erővel húzott szerb taliga

Taligán a kétkerekű, állat vontatta járműveket értjük, bár egyes helyeken más eszközöket is így nevezhetnek (talicska, kézi targonca).
A taliga az emberiség legrégibb kerekes járműve, már a neolitikumban is létezett.
A kétkerekű, állat vontatta járműveknek két alapformája van:
- a kétrúdú taligatípus vagy ajoncavillás, egy állattal fogatolható: amikor a tengelyre két, párhuzamosan H-betű-szerűen egybeácsolt gerenda alkotja az alvázat; ebből fejlődtek a kétrúdú változatok.  Elterjedési területe Eurázsia déli tájai, Nyugat-Európa, és a germánok, valamint a szlávok révén Észak-Európa és Észak-Eurázsia.

- az egyrúdú taligatípus, két állattal fogatolható: két gerenda fekvő A-betű-szerű egybeácsolásával és tengellyel való ellátásával jön létre; ebből fejlődtek ki az egyrúdú változatok. Elterjedési területe Eurázsia középső, füves pusztai tájai, illetve a Kaukázus vidéke.

Használata szerint lehet:
1. pásztortaliga – eleség szállításához, gyakran fedett;
2. „fuvaros-" vagy paraszttaliga – teherszállító, lőcsös, zápos oldalú;
3. gazdataliga – személyszállító, gyakran rugózott, féderes;
4. kubikoskordé – földhordásra szolgáló, lőcs nélküli, deszkaládás;
5. harci szekér - kétkerekű biga, amelybe két lovat fogtak, az ókori népeknél volt elterjedt.

A vaskorban, a La Tène-periódusban a taligákból alakult ki a négykerekű, forgó elejű szekér azzal, hogy egy második (a hátsó) taligát rúdjával vagy rúdjaival egy másikhoz (az elsőhöz) kapcsoltak.
Hasonlóképpen az eketaliga mögé kapcsolt szántószekér vagy vetőszekér nevű taligával jártak a tavaszi munkákat végezni.